# NGC 225
NGC 225 é um aglomerado aberto na direção da constelação de Cassiopeia. O objeto foi descoberto pela astrônoma Caroline Herschel em 1784, usando um telescópio refletor com abertura de 4,2 polegadas. Devido a sua moderada magnitude aparente (+7), é visível apenas com telescópios amadores ou com equipamentos superiores. 